# Phật giáo Việt tông (Thái Lan)
Phật giáo Việt tông là một tông phái của Phật giáo Thái Lan, du nhập nước Thái từ thế kỷ XVIII do di dân người Việt mang đến.
Tông phái này được hoàng gia Thái Lan triều Rama I công nhận và sắc phong với tên Annamnikaya (tiếng Thái: อนัมนิกาย). nên còn được gọi là Phật giáo An Nam tông.

## Lịch sử
Phật giáo Việt tông sang đến Thái Lan cùng với các thần dân Chúa Nguyễn từ Đàng Trong năm 1781 khi Nhà Tây Sơn dấy binh chống với nhà chúa. Việt tông đúng ra đây là phái Tịnh Độ thuộc Phật giáo Đại thừa. Các triều vua Thái từ vua Rama I, Rama IV và Rama V đều ban tặng.
Tính đến đầu thế kỷ XXI có 17 ngôi chùa thuộc Phật giáo Việt tông tại Thái Lan nhưng vì đã lâu cách ly với truyền thống Phật giáo ở Việt Nam nên một số chùa đã bị người Trung Hoa đồng hóa thành chùa của họ.

## Cơ sở
Trụ sở của Việt tông là chùa Phổ Phước (tiếng Thái: Wat Kusol Samakorn) ở Bangkok.
Tính đến cuối thập niên 1960 thì danh sách những ngôi chùa chính của Việt tông gồm có: 
| Chùa lịch sử của người Việt tại Thái Lan do chính quyền Thái công nhận 1970 | Chùa lịch sử của người Việt tại Thái Lan do chính quyền Thái công nhận 1970 | Chùa lịch sử của người Việt tại Thái Lan do chính quyền Thái công nhận 1970                      | Chùa lịch sử của người Việt tại Thái Lan do chính quyền Thái công nhận 1970 | |
| Tên tiếng Hán                                                               | Tên tiếng Việt                                                              | Tên tiếng Thái                                                                                   | Địa điểm                                                                    | Chú thích                                                                                                |
| --------------------------------------------------------------------------- | --------------------------------------------------------------------------- | ------------------------------------------------------------------------------------------------ | --------------------------------------------------------------------------- | --- |
| 廣福寺                                                                      | Quảng Phước Tự Chùa Quảng Phước                                             | Wat Anamnikayaram วัดอนัมนิกายาราม (Wat Yuon Bang Pho วัดญวนบางโพ)                                   | 27, Praccharat Road 1, Bangsue, Bangkok 10800                               | Địa điểm là làng Bangpho nguyên thủy, nơi Xiêm vương cho di thần Chúa Nguyễn cư trú                      |
| 景福寺                                                                      | Cảnh Phước Tự Chùa Cảnh Phước (chùa Bà Lớn)                                 | Wat Sammanamborihan วัดสมณานัมบริหาร (Somananam Bhorihan hay Samanam Boriharn)                      | 416 Lugluang, Siyak Mahanak Dusit, Bangkok 10300                            | |
| 普福寺                                                                      | Phổ Phước Tự Chùa Phổ Phước                                                 | Wat Kusalsamakorn วัดกุศลสมาคร Kusolsamakhorn                                                      | 97, Soi Watkuson, Ratchawong Rd, Sampanthawong, Bangkok 10100               | Trụ sở của Phật giáo Việt tông                                                                           |
| 會慶寺                                                                      | Hội Khánh Tự Chùa Khánh Hội (còn gọi là Hội Khánh)                          | Wat Mongkolsmakom วัดมงคลสมาคม Mongkol Samakhom                                                   | 48 Plangnam, Sampanthawong Sub, Sampanthawong, Bangkok 10100                | |
| 慈濟寺                                                                      | Từ Tế Tự Chùa Từ Tế                                                         | Wat Lokanukra วัดโลกานุเคราะห์ Lokanukro                                                            | 126, Ratchawong, Chawarat Sampanthawong, Bangkok 10100                      | |
| 翠岸寺                                                                      | Thúy Ngạn Tự Chùa Thúy Ngạn                                                 | Wat Chaiyabhumikaram วัดชัยภูมิการาม                                                                 | 30 Yaovapanid, Chakrawad, Sampanthawong, Bangkok 10100                      | |
| 慶雲寺                                                                      | Khánh Vân Tự Chùa Khánh Vân                                                 | Wat Ubhairajbamrung วัดอุภัยราชบำรุง Upai Ratchabamrung อุภัยราชบำรุง (Wat Yuan Talad Noi วัดญวนตลาดน้อย) | Talat Noi: 864 đường Charoekrung, Samphanthawong, Bangkok                   | Chùa thờ nhục thân của Hòa thượng Phổ Sái (1900-tịch năm 1958) lại có ban thờ riêng chúa Nguyễn Phúc Ánh |
| 慶壽寺                                                                      | Khánh Thọ Tự Chùa Khánh Thọ                                                 | Wat Thavornvararam วัดถาวรวราราม Thavornvayaram ถาวรวราราม                                        | 18/1 Muu 5 Muangchum, Thamuang, Kanchanaburi 71000                          | |
| 福田寺                                                                      | Phước Điền Tự Chùa Phước Điền                                               | Wat Khetnabunyaram วัดเขตร์นาบุญญาราม Khetnabunyaram เขตร์นาบุญญาราม                                  | 28 Khuang Wadmai Mueng, Chanthaburi 22000                                   | |
| 合艾慶壽寺                                                                  | Hat Yai Khánh Thọ Tự Chùa Khánh Thọ Hat yai                                 | Wat Thavornvararam วัดถาวรวรารามหาดใหญ่                                                            | 45 Sangchan, Hadyainai, Hadyai, Songkhla 90110                              | Chùa thờ nhục thân của Hòa thượng Hổ Phách, (1904-tịch năm 1949)                                         |

Theo học giả người Nhật Y Sakurai thì có ba ngôi chùa khác cũng thuộc phái Việt Nam tông là
| Chùa lịch sử của người Việt tại Thái Lan | Chùa lịch sử của người Việt tại Thái Lan | Chùa lịch sử của người Việt tại Thái Lan | Chùa lịch sử của người Việt tại Thái Lan |           |
| Tên tiếng Hán                            | Tên tiếng Việt                           | Tên tiếng Thái                           | Địa điểm                                 | Chú thích |
| ---------------------------------------- | ---------------------------------------- | ---------------------------------------- | ---------------------------------------- | --------- |
| 慶安寺                                   | Khánh An Tự                              | Wat Suthornpradit วัดสุนทรประดิษฐ์           | Adulyadej Road, Muang Udon Thani         |           |
| 龍山寺                                   | Long Sơn Tự                              | Wat Thamkaonoi วัดถ้ำเขาน้อย                | Tha-muang, Kanchanaburi                  |           |
| 三寶公佛寺                               | Tam Bảo Công Phật Tự                     | Wat Uphaiyatikaram วัดอุภัยภาติการาม         | Ban Mai, Chachoengsao                    |           |

## Sinh hoạt tăng sĩ
Sau nhiều thế kỷ sinh hoạt trên đất Thái, Phật giáo Việt tông đã nhuốm ít nhiều tập quán tu hành của Phật giáo Nam tông của nước sở tại kể cả việc tăng ni đi khất thực mỗi sáng.
Tuy nhiên phần pháp danh và kinh điển thì vẫn theo cách Việt nên khi nghe tụng kinh âm tiếng Việt vẫn còn rõ đủ để Phật tử nhận ra bài kinh.
Tính đến năm 2012 có khoảng 500 tăng ni thuộc Phật giáo Việt tông.
Đối với hoàng gia Thái, tăng sĩ Việt tông đóng góp một nghi lễ quan trọng trong tang lễ của vua Thái. Khi vua băng hà thì triều thần thỉnh sư tăng thuộc Phật giáo Việt tông vào cung làm lễ, có như vậy nghi thức mới đúng thể lệ.